# Philippe Langlois (homme d'Église)
Pour les articles homonymes, voir Philippe Langlois et Langlois.
Philippe Langlois (22 novembre 1890 - 2 juillet 1980) est un homme d'Église catholique romaine québécois. Il fut ordonné le 26 novembre 1916. Il commença son sacerdoce en tant que vicaire successivement pour les paroisses de Mont-Joli, de Val-Brillant et de Matane. Il fut par la suite curé de Saint-Léandre pour huit ans et de Saint-Damase pour sept ans. La plus grande préoccupation du curé Langlois dans cette dernière paroisse dont il prit la cure en 1929 fut de faire face aux problèmes financiers de la fabrique pendant la période de la Grande Dépression. En 1936, l'évêque de Rimouski réaffecta le curé Langlois avant qu'il ne se fatigue exagérément à ce ministère qui demandait beaucoup d'efforts. C'est ainsi qu'il devint le curé de Saint-Cyprien. Par la suite, il fut nommé curé de Saint-Louis-du-Ha! Ha! en 1947 et celui de Val-Brillant en 1954. Pendant qu'il était curé de Val-Brillant, il fut nommé Chanoine honoraire du Chapitre métropolitain de Rimouski. En 1961, comme sa santé n'était plus apte à accomplir tous les travaux découlant du ministère paroissial, il accepta le poste d'assistant-aumônier à l'Institut Monseigneur-Courchesne de Rimouski. En 1963, il prit sa retraite à Saint-Ulric. En 1975, il déménagea à l'Archevêché de Rimouski. Il meurt à l'hôpital de Mont-Joli le 2 juillet 1980 à l'âge de 89 ans et fut inhumé dans le cimetière Saint-Germain de Rimouski,.

## Annexe